# Johann Heinrich Bünting
Johann Heinrich Bünting, später geadelter Johann Heinrich von Bünting (getauft 28. Mai 1662 in Hannover; gestorben im März 1715) war ein deutscher Hof- und Kanzleirat sowie Oberappellationsrat in Celle.

## Leben

### Familie
Johann Heinrich Bünting war ein Sohn des aus dem hannoverschen Patriziergeschlechtes Bünting abstammenden Jurisconsultis zu Hannover, fürstlichen Hofrats und Gesandten am Reichstag zu Regensburg Johann Bünting und der Anna Margarethe von Anderten.
Von Geschwistern Büntings sind eine Schwester und ein Bruder nachgewiesen:
- Dorothea Magdalena Bünting (1655–1677) heiratete 1674 den Konsistorialrat und Landsyndikus Burchard Spilcker;
- der Hofrat Jakob Eberhard Bünting (1658–1696) heiratete am 1. April 1693 Eleonore von Ehrenburg, die nach dem Tod ihres ersten Gatten in zweiter Ehe am 2. Oktober 1714 den Consistorialrat Johann Eberhard von Anderten (1667–1717) zum Mann nahm.[1]

Kurz vor seinem frühen Tod heiratete Johann Heinrich Bünting am 30. Januar 1714 die Marie Elisabeth von Westenholz. Der kurzen Ehe entsprang noch im selben Jahr der Sohn Johann Ludwig von Bünting (1714–1763).

### Werdegang
Johann Heinrich Bünting studierte Rechtswissenschaften an der Universität Helmstedt. Eine seiner in lateinischer Sprache verfassten Arbeiten als dortiger Respondent wurde in den 1680er Jahren im Katalog der Helmstedter juristischen Disputationen, Programme und Reden 1574 - 1810 verzeichnet.
Bünting wirkte zeitweilig als Hofrat in Diensten des Landesherrn des Kurfürstentums Braunschweig-Lüneburg sowie als Kanzleirat. Anfang des 18. Jahrhunderts erhielt er sein Diplom über die Erhebung in den Reichsadelsstand.
Ab 1714 nahm von Bünting in Celle seine Tätigkeit als Oberappellationsrat am dortigen Oberappellationsgericht wahr.
Ebenfalls 1714 vermählte sich Bünting am 30. Januar 1714 in Hannover mit Maria Elisabeth von Westenholz, die noch im selben Jahr den einzigen Sohn Johann Bünting (1714–1763) gebar. Nur wenig später starb Johann Heinrich Bünting. Sein Leichnam wurde am 2. April 1715 in Hannover beigesetzt.
Mit dem Tod von Büntings einzigem Sohn erlosch diese reichsadelige Linie der Bünting im Mannesstamm wieder.